# 음력 11월 20일
음력 11월 20일은 음력 11월의 20번째 날이다.

## 사건
- 1884년 - 우정총국에서 우체 업무 폐지.
- 2014년 - 경기도 의정부시의 대봉그린아파트에서 대형화재가 발생하여 4명이 사망하고 120여명이 부상당했다.

## 문화
- 1996년 - 서울 지하철 5호선 여의도 ~ 왕십리 구간이 개통되면서 전구간 완전 개통.
- 2000년 -
  - 꿈의 이동통신이라 불리는 IMT-2000 사업자로 SK텔레콤과 KT가 선정.
  - 서울 지하철 6호선 전구간 개통. (응암 ~ 상월곡 구간)
- 2002년 - 논산천안고속도로 개통.
- 2004년 - iTV 경인방송 지상파TV 마지막 방송.
- 2006년 - 서울 롯데월드가 전면 개보수를 위해 휴장하다.
- 2012년 - 경산역에 KTX가 1일 4회 (상하행 각 2회)로 정차하기 시작하다.

## 탄생
- 1980년 - 대한민국의 배우 조정석.

## 같이 보기
- 음력 360일: 1월 2월 3월 4월 5월 6월 7월 8월 9월 10월 11월 12월
- 전날:11월 19일 다음날:11월 21일 - 전달:10월 20일 다음달:12월 20일
- 양력:11월 20일
- 음력, 윤달